# ドラレ港
ドラレ港は、ジブチの首都、ジブチ市西部バルバラにある多目的港。ジブチ港の需要拡大にともない、その区画を拡張する形で開発され、石油、ばら積み貨物、コンテナターミナルがある。 一部コンテナ施設は2018年2月にジブチ政府に収用されるまで、中国招商局集団（China Merchants Holdings）とアラブ首長国連邦(UAE)の企業、DPワールドが部分的に所有、運営していた。
また、一部が中国人民解放軍海軍の基地、ジブチ保障基地となっている。

## 概要
ドラレ多目的港には、4 kmの岸壁に合計15のバースがあり、停泊地の1つは、港の西端に拠点を置く中国人民解放軍海軍が使用する。
すべてのターミナルは、内陸のエチオピアへとつながる、中国が建設を支援したアディスアベバ・ジブチ鉄道に直接アクセスできるようになっている。

### 貿易港区域

#### コンテナターミナル
2016年には、91万4300個のコンテナがドラレ港で取り扱われた。 
ドラレ港コンテナターミナルは、2012年4月17日にケニアのモンバサに続きアフリカの2番目の大規模コンテナターミナルとなり、 後にコンテナ用放射能検知機を導入した。この検知機導入にはアメリカ政府が資金提供し、800万〜1,000万ドル相当と推定されている。コンテナは中身を開くことなく門状の放射能検知機を通過させる。検知機が疑わしい製品を検出した場合、コンテナ内部は人の手によって捜索される。

#### 石油ターミナル
喫水20メートルの船舶を収容でき、37万m³の容量がある。
ジブチ経済を大きく支えている企業として知られるホライゾン・ジブチ・ターミナル（Horizon Djibouti Terminal Limited:HDTL）によって管理されており、長期的に地域および国際的な炭化水素供給拠点とする構想がある。
また、紅海の南の出口に位置するジブチは、石油タンカーの航路に面しており、「アフリカの角」地域にある他国市場へのアクセスも可能にしている。

### 軍港区域
2017年に中国人民解放軍海軍が基地を建設した。中国人民解放軍初の海外基地。
中国海軍は、この基地を拠点にソマリア沖での海賊対策任務を行っており、中国による真珠の首飾り戦略のキーストーンの一つとみられている。